# 1999 год в музыке

## Хронология
- 28 апреля — Tom Petty and the Heartbreakers были удостоены звезды на Голливудской аллее славы.
- 16 июня — Фил Коллинз был награждён именной звездой на Голливудской Аллее Славы.

## События

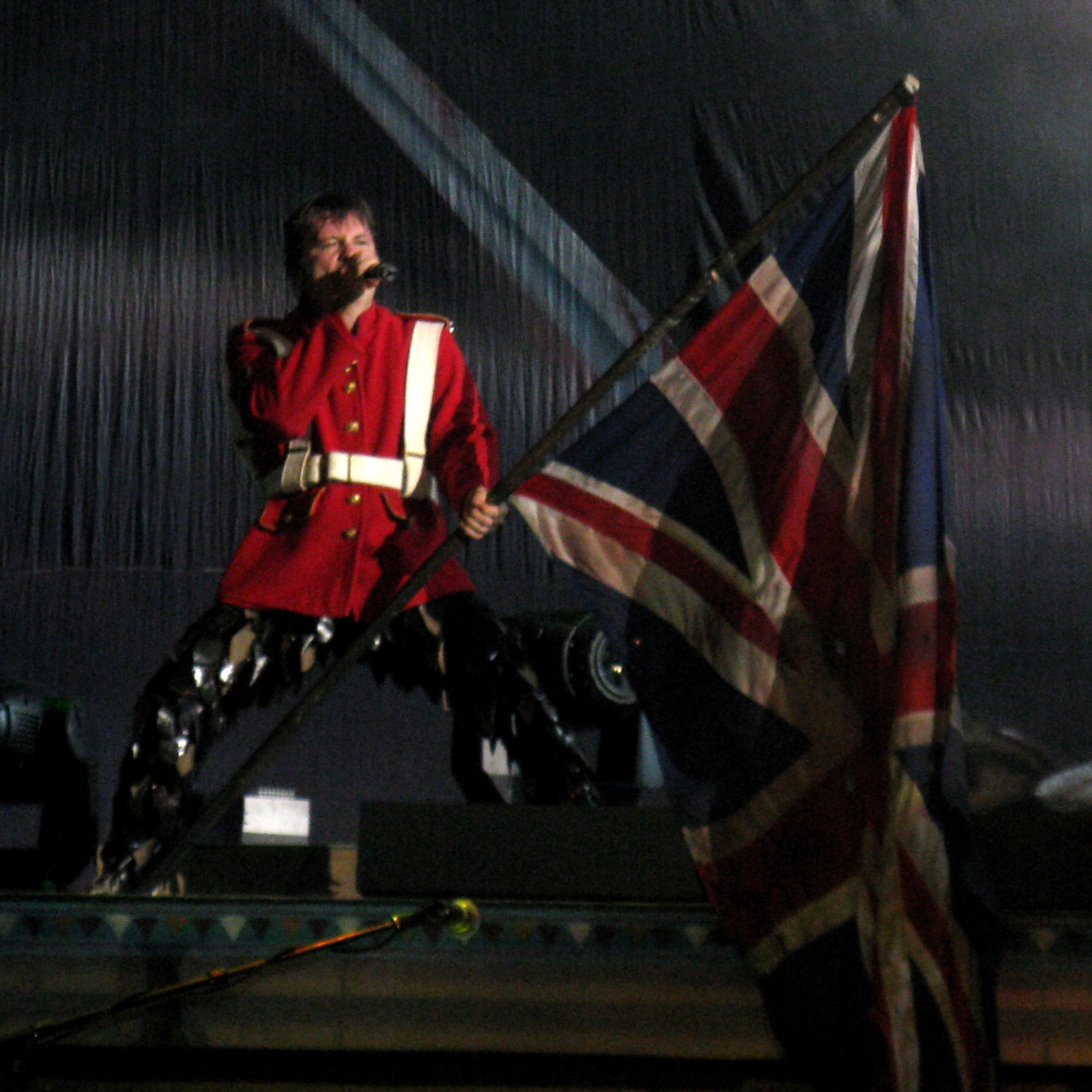
Брюс Диккинсон вернулся в Iron Maiden

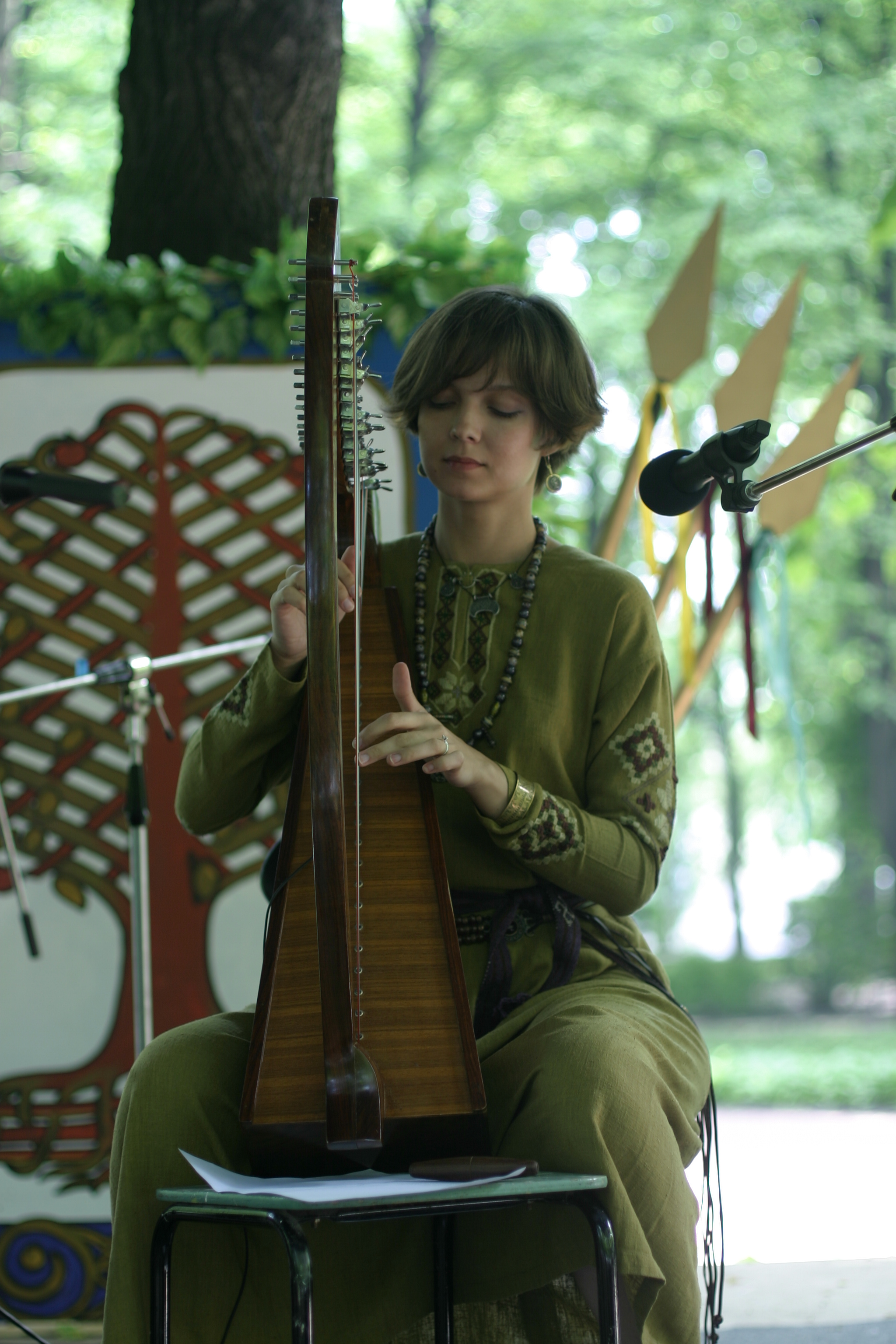
Основана группа Мельница

- Впервые проведён рок-фестиваль Нашествие и вышел в эфир хит-парад Нашего Радио — «Чартова Дюжина».
- Основан лейбл Ipecac Recordings
- Брюс Диккинсон и Адриан Смит вернулись в состав хэви-метал группы Iron Maiden
- В Японии образовалась JRock группа D'espairsRay
- Создана поп-группа «Тату»
- Создана поп-группа O-Zone
- Создана поп-группа Турбомода
- Создана пауэр-метал группа Sabaton
- Создана техно-группа Демо
- Создана рок-группа Мантана
- Создана группа Вирус
- Образована немецкая рок-группа Unheilig
- Создана поп-группа 140 ударов в минуту
- Образована рагга-группа Skindred
- Образована рок-группа Jane Air
- Образована рок-группа Rise Against
- Образован электронный дуэт Bent
- Образована фолк-рок-группа Мельница
- Образована gothic doom/death metal группа Mournful gust(Украина)
- Образована американская рок-группа Avenged Sevenfold
- Образована британская группа Saracuse (В 2001 году будет переименована в Kasabian)
- Образована британская группа Queen Adreena
- На российской эстраде появилась певица Жасмин
- На российской эстраде появилась Наталия Власова с песней «Я у твоих ног».
- Певица Натали выпустила свой новый хит «Считалочка»

## Концерты

### Майкл Джексон
- 25 и 27 июня — 2 концерта: в Сеуле и Мюнхене под названием «MJ & Friends».

## Продажи
Самые продавамые синглы в мире (по данным MediaTraffic)
| №  | Исполнитель              | Сингл               | Лейбл                  | Кол-во проданных копий |
| -- | ------------------------ | ------------------- | ---------------------- | ---------------------- |
| 1  | Шер                      | Believe             | Warner Bros.           | 8.953.000              |
| 2  | Бритни Спирс             | …Baby One More Time | Jive                   | 8 654 000              |
| 3  | Лу Бега                  | Mambo No.5          | RCA                    | 8.262.000              |
| 4  | Кристина Агилера         | Genie in a Bottle   | RCA                    | 7.301.000              |
| 5  | Рикки Мартин             | Livin' La Vida Loca | C2                     | 6.388.000              |
| 6  | TLC                      | No Scrubs           | All Growed Up / Arista | 6.168.000              |
| 7  | Backstreet Boys          | I Want It That Way  | Jive                   | 5.880.000              |
| 8  | Дженнифер Лопес          | If You Had My Love  | Work / Columbia        | 5.837.000              |
| 9  | Eiffel 65                | Blue                | Skoopy / Bliss Co.     | 5 608 000              |
| 10 | Sixpence None The Richer | Kiss Me             | Squint / Columbia      | 5 076 000              |

- Самый продаваемый сингл в США (Billboard Hot 100) — «Believe» (Шер)
- Самый продаваемый сингл в Великобритании — «…Baby One More Time» (Бритни Спирс)
- Самый продаваемый альбом в США (Billboard 200) — «Millennium» (Backstreet Boys), второе место — «…Baby One More Time» (Бритни Спирс), третье место — «Come On Over» (Шанайя Твейн)
- Самый продаваемый альбом в Великобритании — «Come On Over» (Шанайя Твейн), второе место — «By Request» (Boyzone), третье место — «The Man Who» (Travis)

## Награды
- «Грэмми» за альбом года — Карлос Сантана за «Supernatural»
- «Грэмми» за запись года — Роб Томас и Карлос Сантана за «Smooth»
- «Грэмми» за песню года — «Smooth»
- Brit Awards за лучшие британские записи: сингл — «She’s the One» (Робби Уильямс), альбом — «The Man Who» (Travis)

### Зал славы рок-н-ролла
Исполнители:
- The Staple Singers (Ивонн Стейплз, Клеота Стейплз, Мейвис Стейплз, Первис Стейплз и Попс Стейплз)[1]
- Билли Джоэл[2]
- Пол Маккартни[3]
- Кёртис Мэйфилд[4]
- Брюс Спрингстин[5]
- Дасти Спрингфилд[6]
- Дел Шеннон[7]

Раннее влияние:
- Bob Wills & His Texas Playboys (Джонни Гимбл[англ.], Томми Дункан[англ.], Леон Маколифф[англ.], Тайни Мур[англ.], Херб Ремингтон[англ.], Эл Стриклин, Боб Уиллс, Джо Холли и Элдон Шэмблин[англ.])[8]
- Чарльз Браун[9]

Неисполнители:
- Джордж Мартин[10]

### Зал славы авторов песен
- Бобби Дарин[11]
- Пегги Ли[12]
- Тим Райс[13]
- Брюс Спрингстин[14]

Награда Джонни Мерсера:
- Стивен Сондхайм[15]

Награда Эйба Олмена издателю:
- Билл Лоуэри[англ.][16]

Награда Сэмми Кана за жизненные достижения:
- Кенни Роджерс[17]

Награда Хауи Ричмонда создателю хитов:
- Натали Коул[18]

Награда покровителю искусств:
- Роберт Мондави[19]

Награда за выдающуюся песню:
- Fly Me to the Moon[20]

### Зал славы кантри
- Джонни Бонд[англ.][21]
- Долли Партон[22]
- Конвей Твитти[23]

## Выпущенные альбомы
См. также категорию музыкальных альбомов 1999 года.

### Январь
- 12 января — …Baby One More Time (Бритни Спирс)
- 27 января — Theater of Salvation (Edguy)

### Февраль
- 17 февраля — Первый контакт (Hi-Fi)
- 19 февраля — Всё по… (Стрелки)
- 23 февраля — The Slim Shady LP (Eminem)

### Март
- 1 марта — Beaucoup Fish (Underworld)
- 1 марта — The Gathering (Infected Mushroom)
- 2 марта — Spiritual Black Dimensions (Dimmu Borgir)
- 9 марта — Eye II Eye (Scorpions)
- 15 марта — 13 (Blur)
- 16 марта — Who Else! (Джефф Бек)
- 22 марта — Stupid Dream (Porcupine Tree)
- 25 марта — Мир номер ноль (ДДТ)
- Счастлива, потому что беременна: Зелёный альбом (Ногу свело!)

### Апрель
- 5 апреля — Смерть на рейве (Кирпичи)
- 13 апреля — Creatures (Clan of Xymox)
- 19 апреля — Bury the Hatchet (The Cranberries)
- 26 апреля — Hatebreeder (Children of Bodom)
- 26 апреля — Hliðskjálf (Burzum)
- 26 апреля — Movin' Melodies (ATB)

### Май
- 6 мая — Io non so parlar d’amore (Адриано Челентано)
- 10 мая — Земфира (Земфира)
- 11 мая — Ricky Martin (Рики Мартин)
- 14 мая — Красота (Ляпис Трубецкой)
- 18 мая — Helldorado (W.A.S.P.)
- 18 мая — Millennium (Backstreet Boys)
- 19 мая — Город джунглей (Bad Balance)
- 21 мая — Без тормозов (Руки Вверх!)
- 23 мая — Быстрая походка (Чугунный скороход)
- 25 мая — Сука любовь (Михей и Джуманджи)
- 27 мая — Плацента (Линда)
- 28 мая  — Кукрыниксы (Кукрыниксы)

### Июнь
- 1 июня — Enema of the State (Blink-182)
- 1 июня — No Angel (Dido)
- 1 июня — Play (Moby)
- 1 июня — On the 6 (Дженнифер Лопес)
- 8 июня — Californication (Red Hot Chili Peppers)
- 8 июня — Dark Side of the Spoon (Ministry)
- 8 июня — In a Reverie (Lacuna Coil)
- 8 июня — The Gathering (Testament)
- 14 июня — Synkronized (Jamiroquai)
- 15 июня — Supernatural (Santana)
- 22 июня — Significant Other (Limp Bizkit)
- 29 июня — Slipknot (Slipknot)

### Июль
- 6 июля — Pale Folklore (Agalloch)
- 6 июля — Under the influence (Status Quo)
- 13 июля — California (Mr. Bungle)

### Август
- 11 августа — Skeleton Skeletron (Tiamat)
- 13 августа — A Sombre Dance (Estatic Fear)
- 16 августа — Juxtapose (Tricky)
- 23 августа — J-Tull Dot Com (Jethro Tull)
- 24 августа — The Fundamental Elements of Southtown (P.O.D.)
- 30 августа — Verehrt und Angespien (In Extremo)
- 31 августа — Live aus Berlin (Rammstein)

### Сентябрь
- 7 сентября — 69 Love Songs (The Magnetic Fields)
- 13 сентября — The Butterfly Effect (Moonspell)
- 20 сентября — Supergrass (Supergrass)
- 21 сентября — The Fragile (Nine Inch Nails)
- 26 сентября — As The Angels Reach The Beauty (Graveworm)
- 27 сентября — A Different Beat (Гэри Мур)
- 27 сентября — Back to the Heavyweight Jam (Scooter)
- 28 сентября — Showbiz (Muse)
- 28 сентября — Temperamental (Everything but the Girl)
- 28 сентября — XXX (ZZ Top)

### Октябрь
- 1 октября — Альтависта (Сплин)
- 4 октября — Run Devil Run (Пол Маккартни)
- 11 октября — Nightlife (Pet Shop Boys)
- 12 октября — Black on Both Sides (Mos Def)
- 18 октября — Solo Journey (Брэдли Джозеф)
- 19 октября — Keith Urban (Keith Urban)
- 26 октября — Metropolis Pt. 2: Scenes from a Memory (Dream Theater)
- 26 октября — Under the Influence (Алан Джексон)

### Ноябрь
- 1 ноября — Westlife (Westlife)
- 1 ноября — Шипы и розы (Стрелки)
- 2 ноября — The Battle of Los Angeles (Rage Against the Machine)
- 15 ноября — Kiss Me (E-Rotic)
- 16 ноября — Issues (Korn), 2001 (Dr. Dre), In Stereo (Bomfunk MC’s)
- 22 ноября — Europop (Eiffel 65)
- 23 ноября — Enrique (Энрике Иглесиас)
- 23 ноября — S&M (Metallica)
- Альбом (Семья Ю. Г.а)

### Декабрь
- 5 декабря — Ты меня не ищи (Вирус!)
- 7 декабря — At the Heart of Winter (Immortal)
- 13 декабря — Songs From The Last Century (Джордж Майкл)
- 15 декабря — Ψ (Аквариум)
- 19 декабря — Razorblade Romance (HIM)
- 21 декабря - ...And Then There Was X (DMX)

### Неточная дата
•СОЮЗ Популярных Пародий 717 (Красная плесень)
•   Разбитая судьба(Сергей Наговицын)
- 6.3.0. (Мэd Dог)
- Пуля (Ленинград)
- Мат без Электричества (Ленинград)
- Arcane XIII (Poema Arcanus)
- Kauan (Tenhi)
- Midnattens Widunder (Finntroll)
- Lenny Wolf (Lenny Wolf)
- Ravishing Grimness (Darkthrone)
- Rebirth (Pain)
- Splinter (Sneaker Pimps)
- Wasting The Dawn (The 69 Eyes)
- Exstasy (Сектор Газа)
- Запоздалый экспресс (Алексей Глызин)
- Каждый хочет любить (Валерий Леонтьев)
- Канатный плясун (Валерий Леонтьев)
- Родина ждёт героев (F.P.G.)
- Абрикосы (Монгол Шуудан)
- Батарейка (Жуки)
- Паранойя (Николай Носков)
- Каллы (Ногу свело!)
- Платье из роз (Маша Распутина, сингл)

## Родились

### Январь
- 3 января — Амайя Ромеро — испанская певица.
- 6 января — Polo G — американский рэпер и певец.
- 8 января — Дамиано Давид — итальянский певец, музыкант и автор песен, вокалист группы Måneskin.
- 24 января — Niki — индонезийская певица, автор песен и музыкальный продюсер.
- 25 января — Лукас Вонг — гонконгский рэпер, певец, модель и танцор, участник групп NCT, WayV и SuperM.
- 28 января — Bushido Zho — российский рэпер.

### Февраль
- 2 февраля
  - Рахат-Би Абдысагин — казахстанский композитор и пианист.
  - Дали Гуцериева — российская виолончелистка.
  - Mayot — российский рэпер, участник объединения Melon Music.
- 3 февраля — Канна Хасимото — японская актриса и певица.
- 6 февраля — Альбина Грчич — хорватская певица.
- 7 февраля — Беа Миллер — американская певица, автор песен и актриса.
- 9 февраля — Адрианна Бертола — британская актриса и певица.
- 10 февраля — Валерия Яскевич — белорусская певица и видеоблогер.
- 15 февраля — Харуна Огата — японская певица, участница группы Morning Musume.
- 16 февраля — Girl in Red — норвежская певица, музыкант и автор песен.
- 19 февраля — Соня Бен Аммар — французская модель, певица и актриса.
- 20 февраля — Yvng Swag — американский рэпер, танцор и блогер.
- 25 февраля — Роки — южнокорейский певец, танцор, актёр, композитор и модель, участник группы Astro.

### Март
- 2 марта — Жозефина Карр-Харрис — российская актриса и певица.
- 5 марта
  - Мэдисон Бир — американская певица и композитор.
  - Йери — южнокорейская певица и актриса, участница группы Red Velvet.
- 12 марта — Сакура Ода — японская певица, участница группы Morning Musume.
- 14 марта — Шелдон Райли — австралийский певец и автор песен.
- 23 марта — Quando Rondo — американский рэпер, певец и автор песен.
- 25 марта — Iann Dior — американский певец, рэпер и автор песен.
- 31 марта
  - Брук Скаллион — ирландская певица.
  - Borrtex — чешский композитор и музыкальный продюсер.
  - Powfu — канадский певец, рэпер, автор песен и музыкальный продюсер.

### Апрель
- 3 апреля — Calboy — американский рэпер, певец, автор песен и музыкальный продюсер.
- 6 апреля — Dead Blonde — российская певица и автор песен.
- 9 апреля — Lil Nas X — американский рэпер, певец и автор песен.
- 10 апреля — Егор Клинаев (ум. 2017) — российский актёр, певец и телеведущий.
- 14 апреля — Анита Симончини — сан-маринская певица.
- 23 апреля — Сон Чхэён — южнокорейская певица и рэперша, участница группы Twice.
- 27 апреля — Элис Троу — американская певица, автор песен и музыкант.

### Май
- 1 мая — YNW Melly — американский рэпер, певец и автор песен.
- 5 мая — 6 Dogs (ум. 2021) — американский рэпер.
- 7 мая
  - Масаки Сато — японский певица, участница группы Morning Musume.
  - Элиза — португальская певица.
- 11 мая — Сабрина Карпентер — американская актриса и певица.
- 18 мая — Лаура Омлоп — бельгийская певица.
- 22 мая — Камрен Бикондова — американская актриса, танцовщица и модель.
- 23 мая — Бланка Стайков — польская певица и модель.
- 25 мая — Yung Bans — американский рэпер и автор песен.

### Июнь
- 3 июня — Лукас Ригер — немецкий певец.
- 10 июня — Бланш — бельгийская певица и автор песен.
- 11 июня — Кейтлин Нейкон — американская актриса и музыкант.
- 14 июня — Чжоу Цзыюй — тайваньская певица, участница группы Twice.
- 15 июня — Кан Ёсан — южнокорейский певец, вокалист, ведущий танцор и вижуал бой-бэнда Ateez.
- 16 июня — Snail Mail — американская певица, гитаристка и автор песен.
- 18 июня — Trippie Redd — американский рэпер и певец.
- 20 июня — Юи Мидзуно — японская певица, музыкант, модель и актриса, участница группы Babymetal.
- 26 июня — Харли Квинн Смит — американская актриса и музыкант.

### Июль
- 4 июля — Моа Кикути — японская певица, музыкант, модель и актриса, участница групп Babymetal и Sakura Gakuin.
- 5 июля — Маха Горячёва — российская певица и тиктокер.
- 8 июля — Надир Рустамли — азербайджанский певец.
- 10 июля — Чхве Сан - Южно-корейский певец, вокалист группы Ateez
- 19 июля — Кристиан Охман — польский и американский певец и автор песен.
- 20 июля — Pop Smoke (ум. 2020) — американский рэпер и автор песен.

### Август
- 6 августа — Lil Gotit — американский рэпер, певец и автор песен.
- 8 августа — Лаура Камхубер — австрийская певица.
- 19 августа — Салем Илезе ― американская певица и автор песен.
- 27 августа — Rod Wave — американский рэпер, певец и автор песен.

### Сентябрь
- 3 сентября — Rich Brian — индонезийский рэпер, продюсер и автор песен.
- 7 сентября
  - Грэйси Абрамс — американская певица и автор песен.
  - Мишель Кребер — канадская актриса и певица.
- 9 сентября — Билал Ассани — французский певец и видеоблогер.
- 13 сентября — Чхве Ёнджун — южнокорейский певец, рэпер, модель и танцор, участник бой-бэнда TXT.
- 19 сентября — Далита Аванесян — армянская певица.
- 20 сентября — ZillaKami — американский рэпер, певец и автор песен.
- 23 сентября — Сун Юйци — китайская певица, автор песен и танцовщица, участница группы (G)I-dle.
- 30 сентября — Mesto — нидерландский диджей и музыкальный продюсер.

### Октябрь
- 7 октября
  - Асака — японская певица.
  - Мики Нонака — японская певица, участница группы Morning Musume.
  - Марьяна Ро — российский видеоблогер, певица и актриса.
- 12 октября — Фердия Уолш-Пило — ирландский актёр и музыкант.
- 16 октября — Томохару Усида — японский пианист.
- 20 октября — YoungBoy Never Broke Again — американский рэпер, певец и автор песен.
- 27 октября
  - Харука Кудо — японская актриса и певица, участница групп Hello! Pro Egg и Morning Musume.
  - Slava Marlow — российский музыкальный продюсер, автор песен, видеоблогер и стример.

### Ноябрь
- 8 ноября — Pooh Shiesty — американский рэпер и автор песен.
- 9 ноября — Кароль Севилья — мексиканская актриса, певица и видеоблогер.
- 10 ноября — Майкл Чимино — американский актёр и певец.
- 18 ноября — Summrs — американский рэпер.
- 21 ноября — Айзая Файрбрейс — австралийский певец.
- 27 ноября — Эмма Мускат — мальтийская певица и модель.
- 30 ноября
  - Дора — российская певица.
  - Каэдэ Кага — японская певица, участница группы Morning Musume.

### Декабрь
- 3 декабря — YoungKio — нидерландский продюсер и автор песен.
- 5 декабря — Кёртис Уотерс — канадский музыкант и автор песен непальского происхождения.
- 6 декабря — Марио Джуда — американский певец, рэпер, автор песен и продюсер.
- 15 декабря — Аня Покров — российская певица и видеоблогер.
- 18 декабря — YBN Nahmir — американский рэпер и автор песен.
- 25 декабря — Dynoro — литовский диджей, музыкальный продюсер и автор песен.

## Скончались

### Январь
- 1 января — Томас Маррокко (89) — американский музыковед и скрипач
- 2 января
  - Алексей Искандаров (92) — советский и российский композитор
  - Рольф Либерман (88) — швейцарский композитор и дирижёр
- 3 января — Горо Ямагути (65) — японский музыкант, исполнитель на сякухати
- 5 января — Виктор Райчев (78) — болгарский композитор и дирижёр
- 6 января — Мишель Петруччиани (36) — французский джазовый пианист
- 7 января
  - Зденек Кроупа (77) — чехословацкий и чешский оперный певец (бас)
  - Альдо Риццарди (62) — итальянский и мексиканский аккордеонист
- 10 января — Примож Рамовш (77) — югославский и словенский композитор и органист
- 11 января — Фабрицио Де Андре (58) — итальянский певец, музыкант и автор песен
- 14 января — Muslimgauze (37) — британский электронный музыкант
- 15 января — Джон Бейкер Сондерс (44) — американский рок-музыкант, бас-гитарист групп Mad Season и The Walkabouts
- 21 января — Чарльз Браун (76) — американский блюзовый певец и пианист
- 22 января — Наталья Платицына (37) — советская и российская певица и поэтесса
- 24 января — Сара Кушербаева (65) — советская и казахская артистка балета, балетмейстер и балетный педагог
- 26 января
  - Жанна Мари Дарре (93) — французская пианистка
  - Симон Карас (93) — греческий музыковед
  - Руби Мерсер (92) — американская и канадская оперная певица (сопрано) и музыкальная журналистка
- 28 января — Валерий Гаврилин (59) — советский и российский композитор
- 29 января — Лили Сент-Сир (80) — американская стриптизёрша, артистка бурлеска и фотомодель

### Февраль
- 1 февраля — Барыш Манчо (56) — турецкий рок-музыкант, певец, автор песен, актёр и телеведущий
- 2 февраля
  - Александр Немтин (62) — советский и российский композитор
  - Вильмош Татраи (86) — венгерский скрипач
  - Михаил Фалков (44) — советский и российский эстрадный певец
- 3 февраля
  - Гвен Гатри (48) — американская певица, автор песен и пианистка
  - Алексей Горохов (71) — советский и украинский скрипач и музыкальный педагог
- 6 февраля — Александр Поличкин (88) — советский и российский балетмейстер и танцовщик
- 12 февраля — Александр Алшутов (63) — советский и российский поэт, автор текстов песен
- 14 февраля — Бадди Нокс (65) — американский певец и автор песен
- 15 февраля
  - Хуго Лепнурм (84) — советский и эстонский органист, композитор и музыкальный педагог
  - Big L (24) — американский рэпер и автор песен
- 16 февраля
  - Неджиль Казым Аксес (90) — турецкий композитор и музыкальный педагог
  - Бьёрн Афселиус (52) — шведский певец, музыкант и автор песен
  - Владимир Тимохин (69) — советский и украинский оперный певец (лирический тенор) и музыкальный педагог
- 20 февраля — Лейла Векилова (72) — советская и азербайджанская балерина, балетмейстер и балетный педагог
- 23 февраля
  - Джордже Григориу (71) — румынский музыкант, композитор и автор песен
  - Рут Джипс (78) — британский композитор и дирижёр
  - Лоис Уонн (86/87) — американская гобоистка

### Март
- 2 марта — Дасти Спрингфилд (59) — британская певица
- 3 марта — Джексон Си Фрэнк (56) — американский фолк-певец и музыкант
- 6 марта — Леонарда Бруштейн (63) — советская и российская скрипачка
- 8 марта
  - Аслан Дауров (58) — советский и российский черкесский композитор
  - Игорь Якушенко (66) — советский и российский композитор, пианист и музыкальный педагог
- 9 марта
  - Элиана Ришпен (88) — французская пианистка
  - Гарри Сомерс (73) — канадский композитор и музыкальный педагог
- 12 марта
  - Виталий Катаев (73) — советский и российский дирижёр и музыкальный педагог
  - Иегуди Менухин (82) — американский скрипач и дирижёр
- 13 марта — Биду Сайан (96) — бразильская оперная певица (сопрано)
- 16 марта — Пауль Хюппертс (80) — нидерландский дирижёр
- 17 марта — Эрнест Голд (77) — американский кинокомпозитор
- 19 марта — Сильвия Гевиллер (89) — швейцарская оперная певица (сопрано) и музыкальный педагог
- 26 марта — Ананда Шанкар (56) — индийский музыкант и композитор
- 29 марта — Джо Уильямс (80) — американский джазовый певец

### Апрель
- 1 апреля — Джесси Стоун (97) — американский музыкант и автор песен
- 2 апреля — Марк Минский (76) — советский оперный режиссёр и театральный педагог
- 3 апреля
  - Лайонел Барт (68) — британский композитор и автор песен
  - Данута Квапишевская (76) — польская балерина и скульптор
- 5 апреля — Александр Крылов (80) — советский и российский хоровой дирижёр и музыкальный педагог
- 6 апреля — Уильям Плит (83) — британский виолончелист и музыкальный педагог
- 7 апреля — Реджайна Шейн (90) — британская виолончелистка швейцарского происхождения
- 14 апреля — Энтони Ньюли (67) — британский актёр, певец и автор песен
- 16 апреля — Скип Спенс (52) — американский музыкант канадского происхождения, основатель и гитарист группы Moby Grape
- 17 апреля — Франс Эллегорд (85) — финская и датская пианистка и музыкальный педагог
- 20 апреля — Анна Клас (87) — советская и эстонская пианистка и музыкальный педагог
- 21 апреля — Чарльз Роджерс (94) — американский актёр и джазовый музыкант
- 25 апреля — Владимир Буруев (63) — советский и российский бурятский оперный певец (баритон)
- 27 апреля
  - Ал Хирт (76) — американский джазовый трубач
  - Владимир Царский (76) — советский и российский певец
- 29 апреля — Леон Эжен Барзен (98) — американский дирижёр бельгийского происхождения
- 30 апреля — Дэрел Энтони Свит (51) — шотландский музыкант, барабанщик группы Nazareth

### Май
- 1 мая — Том Седощенко (28) — немецкий певец, вокалист группы EverEve
- 2 мая — Анаит Цицикян (72) — советская и армянская скрипачка, музыковед и музыкальный педагог
- 4 мая — Виктор Мельников (59) — советский и российский джазовый музыкант и музыкальный педагог
- 6 мая — Милий Свешников (85) — советский и российский трубач и музыкальный педагог
- 10 мая — Шел Силверстайн (68) — американский поэт, музыкант и автор песен
- 17 мая — Евгений Чичерин (26) — советский и российский музыкант и автор песен, лидер группы «Хмели-Сунели»
- 20 мая
  - Дагмар Белла (78) — австрийская пианистка
  - Эрнст Хинрайнер (79) — австрийский дирижёр
- 21 мая — Bugz (21) — американский рэпер, участник группы D12
- 22 мая — Эдем Налбандов (72) — советский и украинский композитор и хормейстер
- 25 мая — Ким Рыжов (68) — советский и российский сценарист и поэт-песенник
- 26 мая — Пауль Захер (93) — швейцарский дирижёр и музыкальный педагог
- 29 мая — Хайнц Фройденталь (94) — немецкий альтист и дирижёр

### Июнь
- 5 июня — Мел Торме (73) — американский джазовый певец, музыкант и автор песен
- 6 июня — Илья Мусин (95) — советский и российский дирижёр и музыкальный педагог
- 9 июня
  - Реваз Габичвадзе (85) — советский и грузинский композитор, дирижёр и музыкальный педагог
  - Морис Журно (100) — французский композитор и пианист
- 11 июня — Бернхард Конц (93) — немецкий дирижёр
- 12 июня — Тамара Кацы (40) — советская и украинская певица, солистка ансамбля «Сартанские самоцветы»
- 14 июня
  - Генри Лоус (38/39) — ямайский музыкальный продюсер и звукоинженер
  - Франц Самохил (87) — австрийский скрипач, альтист и музыкальный педагог
- 15 июня — Фаусто Папетти (76) — итальянский альтовый саксофонист
- 16 июня — Скриминг Лорд Сатч (58) — британский рок-музыкант, певец и автор песен
- 22 июня — Валерий Канер (58) — советский и российский физик, поэт и бард
- 24 июня — Дороти Ли (88) — американская актриса и певица
- 27 июня — Эйнар Энглунд (83) — финский композитор, пианист и музыкальный педагог

### Июль
- 1 июля
  - Стиг Вестерберг (80) — шведский дирижёр
  - Гай Митчелл (72) — американский поп-певец
  - Христофор Хаханян (81) — советский и российский военный дирижёр и музыкальный педагог
- 3 июля
  - Игорь Бельский (74) — советский и российский артист балета, хореограф и балетный педагог
  - Марк Сэндман (46) — американский певец, мультиинструменталист, композитор и изобретатель музыкальных инструментов, участник групп Treat Her Right и Morphine
- 6 июля
  - Писит Пилика (34) — камбоджийская балерина, актриса и певица
  - Хоакин Родриго (97) — испанский композитор
- 8 июля — Олимпиада Агакова (80) — советская и российская чувашская певица и музыкальный педагог
- 9 июля
  - Александр Кондрашкин (42) — советский и российский барабанщик
  - Сэмюэл Сандерс (62) — американский пианист
- 11 июля
  - Лестер Боуи (57) — американский джазовый трубач и композитор
  - Сесар де Мендоса Лассаль (89) — испанский дирижёр
- 17 июля — Виктор Либерман (68) — советский и нидерландский скрипач
- 18 июля — Меир Ариэль (57) — израильский певец, композитор и автор песен
- 22 июля
  - Гедертс Раманс (71) — советский и латвийский композитор, звукорежиссёр и музыкальный педагог
  - Гар Самуэльсон (41) — американский рок-музыкант, барабанщик группы Megadeth
  - Ладислав Словак (79) — чехословацкий и словацкий дирижёр
- 23 июля — Ноэль Лансьен (64) — французский композитор, дирижёр и музыкальный педагог
- 25 июля — Николай Щукин (75) — советский эстрадный певец
- 29 июля — Анатолий Соловьяненко (66) — советский и украинский оперный певец (лирико-драматический тенор)
- 31 июля — Яп Спигт (75) — нидерландский клавесинист

### Август
- 2 августа — Мадлен де Вальмалет (100) — французская пианистка
- 3 августа
  - Аркадий Нестеров (80) — советский и российский композитор и музыкальный педагог
  - Тармо Пихлап (47) — советский и эстонский певец и гитарист
- 4 августа — Маргарита Агашина (75) — советская и российская поэтесса и автор песен
- 5 августа — Ханлар Меликов (76) — советский и азербайджанский музыковед
- 6 августа — Рита Сакеллариу (64) — греческая певица
- 7 августа — Евгений Чанга (78) — советский и латвийский артист балета и балетмейстер
- 8 августа — Февзи Билялов (66) — советский и украинский крымскотатарский певец
- 15 августа — Вера Красовская (83) — советская артистка балета и балетовед
- 18 августа
  - Ханох Левин (55) — израильский поэт, драматург и автор песен
  - Галина Рогожникова (80) — советский и российский хоровой дирижёр
- 19 августа — Герман Тальмре (86) ― советский и эстонский гобоист
- 20 августа — Хариш Джохари (65) — индийский художник, скульптор, композитор и музыкант
- 21 августа
  - Веня Д’ркин (29) — украинский и российский поэт, бард и гитарист
  - Остап Дарчук (88) — советский и украинский певец и музыкальный педагог
- 24 августа — Илья Тюрин (19) — российский поэт и бас-гитарист
- 25 августа — Кира Леонова (77) — советская и российская оперная певица (меццо-сопрано)
- 27 августа — Бай Гуан (78) — китайская актриса и певица
- 30 августа — Ганс Генрих Эггебрехт (80) — немецкий теоретик музыки, лексикограф и педагог

### Сентябрь
- 3 сентября — Яша Зайде (87) — американский пианист и дирижёр русско-еврейского происхождения
- 4 сентября — Клемент Славицкий (88) — чехословацкий и чешский композитор
- 8 сентября
  - Александра Коваленко (80) — советская и российская эстрадная певица
  - Биргит Кульберг (91) — шведская танцовщица и хореограф
  - Мундог (83) — американский музыкант, композитор, поэт и изобретатель музыкальных инструментов
  - Роберт Мьюзел (90) — американский журналист и поэт-песенник
- 9 сентября — Галина Тюменева (96) — советский и украинский музыковед, педагог и музыкальный критик
- 10 сентября — Альфредо Краус (71) — испанский оперный певец (лирический тенор) и музыкальный педагог
- 14 сентября — Аттила Бозай (60) — венгерский композитор и музыкальный педагог
- 15 сентября — Исидор Бурдин (85) — советский и молдавский скрипач-лэутар, дирижёр, композитор и музыкальный педагог
- 17 сентября — Виктор Вуячич (65) — советский и белорусский эстрадный певец
- 18 сентября
  - Хелен Макгроу (93) — американская пианистка
  - Казим Манафов (72) — советский и российский дагестанский танцор, балетмейстер, хореограф и танцевальный педагог
- 21 сентября — Армен Петросян (36) — советский, армянский и российский мультипликатор, режиссёр и клипмейкер
- 23 сентября — Татьяна Устинова (90) — советская и российская актриса, танцовщица, балетмейстер и хореограф
- 29 сентября — Ге Корстен (71) — южноафриканский оперный певец (тенор) и актёр нидерландского происхождения

### Октябрь
- 1 октября
  - Лена Заварони (35) — британская певица и телеведущая
  - Марк Хьюберт Хиндсли (93) — американский дирижёр и композитор
  - Мирослав Чангалович (78) — югославский и сербский оперный певец (бас)
- 2 октября — Георг Тинтнер (82) — австрийский, новозеландский, австралийский и канадский дирижёр и композитор
- 4 октября — Эрик Брёдрешифт (29) — норвежский рок-музыкант, барабанщик групп Immortal, Borknagar и Gorgoroth
- 6 октября
  - Амалия Родригеш (79) — португальская певица
  - Татевик Сазандарян (83) — советская и армянская оперная певица (меццо-сопрано) и музыкальный педагог
  - Франтишек Чех (76) — чехословацкий и чешский флейтист и музыкальный педагог
- 9 октября
  - Милт Джексон (76) — американский джазовый вибрафонист, участник ансамбля Modern Jazz Quartet
  - Грегор Шелкан (87) — латвийский и американский певец и хаззан
- 11 октября — Збигнев Вишневский (77) — польский композитор, музыковед и музыкальный педагог
- 15 октября — Терри Гилкисон (83) — американский певец, музыкант и автор песен
- 16 октября — Элла Мэй Морс (75) — американская певица
- 18 октября
  - Александра Григорьева (93) — советская и российская оперная певица (меццо-сопрано) и музыкальный педагог
  - Вадим Мазитов (39) — советский и российский рок-музыкант и поэт
- 22 октября — Андрей Дубинин (70) — советский и украинский оперный певец (драматический тенор) и музыкальный педагог
- 24 октября — Ида Крылова (74) — советская и российская марийская певица и собирательница старинных марийских песен
- 25 октября — Бату Мулюков (71) — советский и российский композитор и музыкальный педагог
- 26 октября
  - Вера Городовская (80) — советская и российская исполнительница на гуслях и композитор
  - Кристиана Жакоте (62) — швейцарская клавесинистка
  - Эльвира Шубина (60) — советская и российская оперная певица (сопрано)
- 29 октября — Брита Аппельгрен (86) — шведская балерина и киноактриса

### Ноябрь
- 1 ноября — Тимофей Фандеев (81) — советский и российский композитор, баянист и музыкальный педагог
- 6 ноября
  - Медея Дзидзигури (57) — советская и грузинская певица
  - Сергей Феоктистов (86) — советский и российский журналист, поэт и автор песен
- 10 ноября
  - Альберто Болет (94) — кубинский и американский скрипач и дирижёр
  - Феликс Галимир (89) — американский скрипач и музыкальный педагог австрийского происхождения
- 12 ноября — Габи Казадезюс (98) — французская пианистка
- 13 ноября
  - Владимир Соколов (63) — советский и российский кларнетист и музыкальный педагог
  - Евгений Шендерович (81) — советский и израильский пианист, композитор и музыкальный педагог
- 14 ноября — Дьёрдь Шебёк (77) — венгерский и американский пианист и музыкальный педагог
- 18 ноября — Пол Боулз (88) — американский писатель и композитор
- 21 ноября — Мария Края (88) — албанская оперная певица (сопрано)
- 22 ноября — Исбат Баталбекова (77) — советская и российская кумыкская оперная певица (меццо-сопрано)

### Декабрь
- 3 декабря
  - Энрике Кадикамо (99) — аргентинский прозаик, поэт, драматург и композитор
  - Скэтмен Джон (57) — американский джазовый музыкант и поэт
- 5 декабря — Кендалл Тейлор (94) — британский пианист и музыкальный педагог
- 6 декабря — Марина Крапостина (30) — советская и российская певица, солистка Кубанского казачьего хора
- 10 декабря — Рик Дэнко[англ.] (55) — канадский певец, музыкант и автор песен, основатель, басист и вокалист группы The Band
- 12 декабря — Константин Огневой (73) — советский и украинский оперный и эстрадный певец (лирический тенор) и музыкальный педагог
- 16 декабря — Исаак Паин (87) — советский и американский дирижёр и музыкальный педагог
- 17 декабря
  - Рекс Аллен (78) — американский актёр, певец и композитор
  - Гровер Вашингтон-младший (56) — американский джазовый саксофонист
  - Леонид Татаренко (69) — советский и украинский поэт-песенник
- 19 декабря — Александр Рудковский (56) — советский и белорусский оперный певец (лирический тенор)
- 20 декабря
  - Сергей Наговицын (31) — российский певец, музыкант и автор песен
  - Имре Эк (69) — венгерский танцовщик, хореограф и балетмейстер
- 22 декабря — Айрик Мурадян (94) — советский и армянский певец, фольклорист и этнограф
- 23 декабря
  - Спартак Королёв (75) — советский и белорусский лингвист, педагог, поэт и композитор
  - Марсель Ландовски (84) — французский композитор и культуролог
- 24 декабря
  - Тито Гисар (91) — мексиканский актёр, композитор и певец
  -  Билли Дэвенпорт[англ.] (68) — американский барабанщик
- 26 декабря — Кёртис Мэйфилд (57) — американский певец, музыкант и автор песен, вокалист группы The Impressions
- 28 декабря — Евгений Пьянов (27) — российский рок-музыкант, гитарист и басист группы «Гражданская оборона»
- 29 декабря — Ежи Вальдорф (89) — польский музыкальный критик и журналист
- 30 декабря — Гвидо Фарина (96) — итальянский композитор и музыкальный педагог
- 31 декабря — Василий Витвицкий (94) — советский, польский и американский музыковед и композитор

### Без точной даты
- Лонгинс Апкалнс (75/76) — латвийский и немецкий композитор и музыковед
- Шариф Бобокалонов (88/89) — советский и таджикский композитор, дирижёр и музыкальный педагог
- Вера Герчик (87/88) — советский и российский композитор, музыкальный педагог и хормейстер
- Владимир Еждик (52/53) — советский и российский музыкант, создатель концертного оркестра духовых инструментов
- Каламандалам Кальяникутти Амма (83/84) — индийская танцовщица, хореограф и танцевальный педагог
- Сона Мустафаева (82/83) — советская и азербайджанская оперная певица (лирическое сопрано)
- Глеб Никитин (72/73) — советский и российский флейтист и музыкальный педагог
- Хансъюрген Шефер (68/69) — немецкий музыкальный критик